# 프랑스여자
《프랑스여자》는 2020년에 개봉한 대한민국의 영화이다.

## 캐스팅
- 김호정 : 이미라 역
- 김지영 : 김영은 역
- 김영민 : 황성우 역
- 류아벨 : 장해란 / 지현아 역
- 알렉산드르 구안세 : 쥘 역
- 박현선 : 과거영은 역
- 백수장 : 과거성우 역
- 이선규 : 이효상 역
- 송영규 : 전홍규 역
- 김예은 : 수희 역
- 전운종 : 과거효상 역
- 주민진 : 보안직원 역
- 김금순 : 간호사 역
- 김희순 : 노년여자 역
- 이순규 : 아카데미친구 1 역
- 임혁진 : 아카데미친구 2 역
- 김준일 : 아카데미친구 3 역
- 김남수 : 아카데미친구 4 역
- 이인혁 : 아카데미친구 5 / 덕수궁학생 5 역
- 김화인 : 아카데미친구 6 역
- 임민주 : 아카데미친구 7 역
- 서유진 : 아카데미친구 8 역
- 이수정 : 아카데미친구 9 역
- 이미래 : 아카데미친구 10 역
- 김강희 : 세월호텐트학생 1 역
- 김건희 : 세월호텐트학생 2 역
- 원채원 : 세월호텐트학생 3 역
- 임지민 : 세월호텐트학생 4 역
- 한선 : 세월호텐트학생 5 역
- 양상민 : 사고차량운전자 역
- 송시영 : 젊은연극인 1 / 성우일행 3 역
- 김영준 : 젊은연극인 2 역
- 조현석 : 젊은연극인 3 역
- 정효진 : 젊은연극인 4 역
- 강진철 : 성우일행 1 역
- 김다현 : 성우일행 2 역
- 김해내린 : 덕수궁학 생1 역
- 김현진 : 덕수궁학생 2 역
- 김은지 : 덕수궁학생 3 역
- 전지연 : 덕수궁학생 4 역
- 이형상 : 덕수궁학생 6 역
- 플로레 카르메스 : 프랑스커플여자 / 파리술집손님 5 역
- 로먼 감비타 크리에프 : 프랑스커플남자 / 파리술집손님 9 역
- 사미 로랑 웨이터 얀 케를로크 : 파리술집손님 1 역
- 제레미 아마데이 : 파리술집손님 2 역
- 멜라니 스펜자리 : 파리술집손님 3 역
- 벨라 아벨란 : 파리술집손님 4 역
- 타잉 하 응우옌 : 파리술집손님 6 역
- 산드로 라베라 : 파리술집손님 7 / 파리중식당손님 3 역
- 카타리나 호스페스 : 파리술집손님 8 역
- 장 사페르 : 파리술집손님 10 역
- 마르렌 블룸슈테인 : 파리술집손님 11 역
- 멜리사 스트럭 : 파리술집손님 12 역
- 엘리자베스 메 : 파리술집손님 13 역
- 플로리얀 : 파리술집손님 14 역
- 알란 페이퍼 : 파리중식당손님 1 역
- 실비아 아고스티네토 : 파리중식당손님 2 역
- 일데폰소 데 라 크루즈 : 파리중식당손님 4 역
- 제이드 마루프 : 파리술집구급대원 1 역
- 파비앙 슈니데어 : 파리술집구급대원 2 역
- 카산드라 드사르트 : 파리술집구급대원 3 역

## 수상 목록
- 2020년 제40회 한국영화평론가협회상 영평 10선 (프랑스 여자)
- 2021년 제8회 들꽃영화상 여우주연상 (김호정)

## 같이 보기
- 2020년 대한민국의 영화 목록